# Alternativa Democrática de Zanzíbar
La Alternativa Democrática de Zanzíbar (Zanzibar Democratic Alternative, MDA) es un movimiento que intenta conseguir la revisión de los acuerdos de la unión con Tanzania en 1964; defiende las instituciones democráticas y se opone a la detención sin juicios y a la censura de prensa.
En 1991, junto con el Frente Cívico Unido, entró a formar parte de la Organización de Naciones y Pueblos No Representados, como miembro fundador y como representantes del pueblo de Zanzíbar.
Zanzíbar es el nombre que se la a dos islas de coral, Unguja o Zanzíbar y Pemba, en el océano Índico, situadas a 35 km de la costa del este de África. Ocupan 2.462 km² y forman parte de Tanzania.
En 2002, Tanzania estimó la población de las islas en 982.000 habitantes. Después de tres siglos de integración entre los nativos, los árabes y los inmigrantes shirazi, emergieron tres grupos étnicos principales, los watumbatu y los wahadimu en el norte y en el sur de la isla de Zanzíbar, y los wapemba en la isla de Pemba.
Los tres grupos se consideran a sí mismos shirazis o shirazíes, originarios de la ciudad persa de Shiraz, aunque aseguran que sus raíces son africanas, y si alguien alega que los primeros habitantes debieron venir del continente, objetan que debieron ser africanos o bantúes.
El 90% de la población son musulmanes y el resto una mezcla de cristianos, hindúes y animistas. La lengua oficial es el suajili, y de forma minoritaria se habla inglés, kiunguja (una forma de inglés) y árabe.

## Historia
Los pobladores originales de las islas fueron africanos de idioma bantú. Los persas llegaron en el siglo X, pero en esa época también llegaron colonos de Arabia, sobre todo omaníes, que tuvieron una fuerte influencia.
Los árabes establecieron colonias comerciales y, en 1832, el sultán omaní trasladó su capital de Mascate a Zanzíbar, para crear un centro portuario de trata de esclavos más cercano al origen de su mercancía. 
La esclavitud fue abolida en 1873 y, en 1890, Gran Bretaña declaró las islas un protectorado. En 1963, obtuvieron la independencia.
En 1964, al Partido Afro-Shirazí (ASP) derrocó la colación gubernamental del Partido Nacionalista de Zanzíbar y el Partido del Pueblo Pemba, proclamó la República Popular de Zanzíbar y consolidó los lazos con el continente.
Las siguientes elecciones democráticas fueron en 1995, durante las cuales ganó las elecciones el Chama cha Mapinduzi (CCM). Ganaron también las elecciones de 2000 y, en 2001, ante las irregularidades, usaron la fuerza para reprimir una manifestación contra los resultados. 
En 2005, se celebraron de nuevo elecciones y de nuevo hubo protestas del Frente Cívico Unido (CUF) ante la victoria supuestamente fraudulenta del CCM presidido por Chama Cha Mapinduzi.